# بخش لا اونیون، پیورا
شهرستان لا اونیون، پیورا (به اسپانیایی: La Unión District, Piura) یک سکونتگاه مسکونی در پرو است که در Piura Province واقع شده‌است.

## خصوصیات
شهرستان لا اونیون ۲۱۳٫۱۶ کیلومترمربع مساحت و ۳۴٬۵۴۰ نفر جمعیت دارد و ۱۷ متر بالاتر از سطح دریا واقع شده‌است.